# Niveaulezen
Niveaulezen is een didactische werkvorm om het leesonderricht efficiënter te laten verlopen, met name in het basisonderwijs.

## Werkwijze
Bij het niveaulezen wordt een klas ingedeeld in verschillende groepjes, naargelang hun leesniveau. Elk groepje krijgt dan leesoefening op zijn eigen niveau, zodat de klas als geheel meer oefening krijgt, en elke leerling vaker en langer aan de beurt komt om te oefenen. Om het te kunnen organiseren doet de leerkracht beroep op 'helpers'. Dit kunnen leesmoeders zijn, maar ook de meest vaardige medeleerlingen uit de klas. Zij treden dan als tutor op voor hun zwakkere klasgenootjes. Ook leerkrachten in opleiding doen dit vaak als onderdeel van hun stage.
Voor met het niveaulezen kan worden gestart, moet men het leesniveau van de leerlingen  bepalen. Hiervoor wordt doorgaans gebruikgemaakt van de AVI-leestoetsen, of een andere gestandaardiseerde leesproef, waarmee de didactische leeftijd van de leerling kan worden bepaald.
Bij niveaulezen dient het leesniveau van de leerlingen geregeld te worden gecontroleerd. Zo kunnen sommige leerlingen van het ene groepje naar het andere verhuizen.

## Geschiedenis
Het niveaulezen ontstond in de jaren 1970 vanuit de idealistische visie om zwakke lezers extra te helpen. Vaak zijn deze zwakkere lezertjes immers ook afkomstig uit sociaal of cultureel zwakkere milieus, waar thuis weinig gelezen wordt, of alleszins weinig gelegenheid is tot oefenen. Met extra oefening hoopte men hen op het niveau van de klas te krijgen. Toen bleek echter het volgende: terwijl de zwakke lezers extra oefening krijgen, gaan ook de vlotte lezers extra oefenen, en zodoende nemen de verschillen eerder toe dan af. Het niveaulezen is daarom in de meeste scholen nog maar beperkt toegepast, voornamelijk in het tweede leerjaar/groep vier.